# Caudebec-en-Caux
Pour les articles homonymes, voir Caudebec.
 (juillet 2022).
Caudebec-en-Caux est une ancienne commune française, devenue commune déléguée, située dans le département de la Seine-Maritime, en Normandie. Contrairement à ce que son nom indique, la commune n'appartient pas au pays de Caux, puisque celui-ci n'inclut pas la vallée de la Seine. Le déterminant « en Caux » a été ajouté par l'administration dans la seconde moitié du XIXe siècle, pour éviter une confusion avec Caudebec-lès-Elbeuf.
La fusion communale de trois communes dont Caudebec-en-Caux, le 1er janvier 2016, donne naissance à la commune nouvelle de Rives-en-Seine et attribue par voie de conséquence, le statut de commune déléguée à Caudebec-en-Caux.
Caudebec-en-Caux est dotée de « trois fleurs » au Concours des villes et villages fleuris et est surnommée par ses habitants la « Perle du Val de Seine ».

## Géographie

### Situation
Ancien chef-lieu de canton, Caudebec-en-Caux est un bourg situé sur la rive droite de la Seine, entre Le Havre et Rouen. Traversée par les rivières Sainte-Gertrude et l'Ambion, la commune fait partie du parc naturel régional des Boucles de la Seine normande.

### Voies de communication et transports
Caudebec-en-Caux est reliée à Rouen et au Havre par la route départementale 982. Le pont le plus proche permettant de traverser la Seine est le pont de Brotonne. En conséquence, le passage d'eau a cessé de fonctionner le 10 juillet 1977.

### Le mascaret
Située à plus de 40 km de l'embouchure de la Seine, Caudebec-en-Caux était réputée, jusque vers 1960, pour son mascaret nommé localement la barre, terme dialectal (cf. la chapelle de Barre-y-va sur les coteaux de Caudebec et la marée du mont Saint-Michel). 
Dans certaines conditions de marées, de vent et de débit de la Seine, celui-ci pouvait prendre la forme d'une vague de plus de deux mètres de haut qui remontait le fleuve à vive allure. Il n'était pas rare que des spectateurs imprudents, voulant observer ce phénomène naturel au bord des quais, soient emportés par les eaux. Mais depuis les aménagements du port du Havre et l'endiguement des rives du fleuve, ce phénomène spectaculaire a quasiment disparu.

## Toponymie
Le nom de la localité est attesté sous les formes Caldebec vers 943, 966 et 1025, puis Caudebec dès 1060.
Il s'agit d'une formation toponymique médiévale contemporaine de l'installation des Scandinaves dans la basse vallée de la Seine.
Le premier élément Caude- représente l'ancien scandinave (vieux norrois) kaldr « froid », par évolution phonétique régulière de type normanno-picard (absence de palatalisation du groupe /ca/ cf. ligne Joret). De la même manière, le latin calida > calda « chaude » a donné chaude en français central et caude en normand septentrional.
L'élément Caude- se retrouve dans le type toponymique d'origine scandinave Caudecotte, très fréquent en Normandie en tant que microtoponyme.
Le second élément -bec représente l'ancien scandinave bekkr « ruisseau » qui a donné l'ancien normand bec « ruisseau », (cf. ruisseau du Bec) et est très fréquent comme hydronyme, mais aussi comme toponyme (cf. Bolbec, Foulbec, etc.), les localités tirant souvent leur nom de la rivière éponyme.
Le déterminant complémentaire -en-Caux se réfère au pays de Caux, dont elle est limitrophe, et permet de faire la distinction avec une autre commune de Seine-Maritime : Caudebec-lès-Elbeuf (Caldebec 962-996, probablement ancienne Uggade de l'Itinéraire d'Antonin)
Selon François de Beaurepaire, les deux Caudebec se trouvant au bord de la Seine, il se pourrait qu'il s'agisse d'un surnom scandinave de ce fleuve. Cependant les Vikings appelaient la Seine Signa, et il est probable que ce qualificatif de Caudebec « froide rivière » se rapporte en fait à la rivière Sainte-Gertrude, dont le nom semble relativement récent. Selon un mode de transfert usuel, Caudebec est devenu le nom du lieu comme Bolbec et la rivière s'est vue requalifiée en Sainte-Gertrude. Jacques Le Maho considère que l'ancien nom de Caudebec était Loium attesté dans l'Itinéraire d'Antonin, dont une variante moins évoluée phonétiquement Logium est également attestée au VIIe siècle dans un document où l'on mentionne l'abbaye féminine au centre du bourg actuel.
Caudebec est également homonyme de Caldbeck (Angleterre, Cumberland, Caldebeck 1060 ).

## Histoire
(janvier 2016).
 (juillet 2022).

### Période gauloise
Dès les débuts de l’archéologie, principalement au XIXe siècle, les érudits et chercheurs locaux ont été attirés par les retranchements importants du Calidu. Dans son ouvrage paru en 1866 La Seine inférieure historique et archéologique, l’abbé Cochet, archéologue, inspecteur des monuments historiques de la Seine-Inférieure et des monuments religieux du diocèse de Rouen, nous dit : « Époque gauloise. On trouve quelques monuments gaulois à Caudebec, notamment sur la côte appelée le Calidu. Le musée de Rouen possède une hache en serpentine, des hachettes de bronze et des médailles celtiques en or, argent et bronze. Ces dernières proviennent du Mont-Calidu. Monsieur le docteur Guéroult, de Caudebec, montre dans son cabinet une hache en bronze également trouvée au Calidu, en 1831. Auguste Guilmeth et Léon Fallue citent une monnaie gauloise rencontrée sur la même colline ». Sur ces numéraires figure une tête tournée vers la gauche accompagnée de la légende kal, kala, kaacou, kaltau, kaldv, kaledu, caledu. Il a été découvert également une monnaie portant encore une inscription celtique « caledv senodon », avec au revers un cheval au galop.

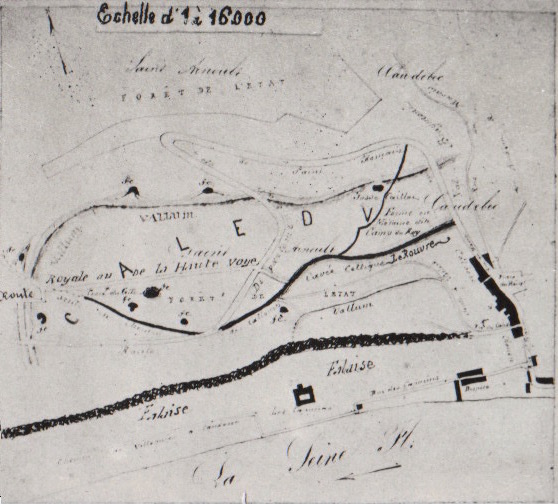
Carte du site du Calidu.

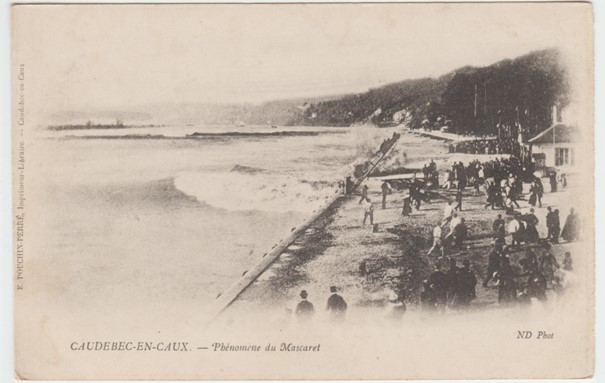
Photographie ancienne du mascaret à Caudebec-en-Caux

Le terme de Calidu fait référence à un camp pré-romain désigné aujourd’hui par oppidum, c'est-à-dire un lieu de retranchement, ceint de talus avec fossés secs à l’extérieur. Parfois, comme à Caudebec, le site offrait des défenses naturelles qui, ainsi, n’obligeaient pas à la construction de défenses artificielles sur certains côtés. Ce type de fortification, situé le plus souvent en hauteur, possède des superficies variables allant de 1 à 160 hectares. Leur destination exacte (refuge occasionnel, rôle commercial et religieux, habitat permanent ou temporaire, lieux de surveillance…) n’est pas parfaitement connue. Parmi les plus typiques de la région citons Fécamp, Bracquemont, Vernon, Duclair, Sandouville… Il n'est pas possible de dater précisément leurs constructions. Quelques-uns remontent à l’âge du bronze, la plupart semblent être typiquement gaulois.
L’oppidum du Calidu se situe sur les collines à l’ouest de Caudebec, du haut des falaises jusqu’à la courte côte. Par extension, le Calidu désigne aujourd’hui l’ensemble du retranchement, soit 25 hectares. Au sud, la falaise de la Seine sert de défense naturelle, de même à l’est avec la forte pente donnant sur la vallée de Caudebec, simple marécage à l’époque. Au nord, un rempart artificiel, ou de trois à six mètres, doublé à l'extérieur d'un fossé plat, longe d'abord la route de Caudebec à Lillebonne, puis est coupé par celle-ci. Ce rempart rejoint la lisière de la forêt, au niveau du chemin du gibet et longe la lisière ensuite pour retrouver la route de Lillebonne, derrière la maison forestière de la Pommeraye. Un deuxième retranchement occupe la partie sud-est de cet oppidum. Le talus de ce second retranchement, surmonté d’un mur moderne, sert encore de limite de propriété et de limite de communes. Ce talus ne fait que renforcer une pente naturelle déjà assez forte.
L’abbé Cochet rapporte également que Léon Fallue a découvert de nombreuses tuiles à rebords, des vases et des monnaies romaines au Mont Calidu. Comme on le voit, toutes les époques ont laissé des traces. Cependant, le manque de précision sur l’emplacement des découvertes ne renseigne pas assez les archéologues contemporains. La seule découverte intéressante concerne un squelette d’un jeune gaulois dans la partie sud de l’oppidum, non loin de la falaise, en 1874. Le corps orienté est/ouest, portait au tibia gauche anneau uni coupé en bronze.
En 1985, une voie antique recouverte d'un empierrement de silex grossier et irrégulier, bordée de chaque côté par un fossé, a été découverte. Elle est moins large et moins bien construite que la voie romaine contigüe. On a également prospecté à la base des anciens remparts en 1984. Il semble qu'il s'agisse d'un murus gallicus à armature en bois tel qu'en décrit Jules César. Cependant, le bâti le plus important date de l'époque gallo-romaine. Il reste difficile de dire s'il s'agit d'une extension de la ville de Loium ou du camp celtique lui-même.
Il est bien possible que Caledu soit une variante de *Caleto- pour *Caletoduno- (dunum) : « l'oppidum des Calètes » (cf. pays de Caux) et senodon pour *senoduno- « vieil oppidum ». Dans ce cas, Caudebec aurait pu être l'oppidum principal des calètes avant son remplacement par la cité gallo-romaine de Lillebonne (Juliobona).

### Période romaine
Les historiens normands estiment que l'occupation romaine commence au IIIe siècle apr. J.-C. Quel était alors le nom de cette ville ? Jusqu’au début des années 1990, ils étaient unanimes à considérer que la ville de Caudebec s’appelait Lotum à l’époque romaine. Il faut dire que leurs informations étaient fondées, à première vue, sur de solides références : l’abbé Cochet, parmi bien d’autres spécialistes du XXe siècle, s’appuyait sur le témoignage manuscrit, en apparence irrécusable, d’un document antique nommé L'Itinéraire d'Antonin. Cette liste référençant des stations routières de l’Empire, dressée au IIIe siècle de notre ère, mentionne en effet une bourgade du nom de Lotum dans la vallée de la Seine, à 14 milles de Rouen et à 6 milles de Lillebonne. La concordance très précise des distances ne permet guère de douter qu’il s’agit bien de Caudebec-en-Caux, localité dont de nombreuses découvertes d'artefacts montrent l’importance dès l’époque romaine, et qui était effectivement située sur le tracé de la route reliant Rouen à Lillebonne.
À l’appui de cette identification, on a souvent invoqué le témoignage d’un texte très ancien, la biographie de saint Condède, abbé de Belcinac, écrite par un moine de Saint-Wandrille au IXe siècle. Ce moine, qui semble avoir eu entre les mains une copie de L'Itinéraire d'Antonin, parle d'un lieu proche de l’île de Belcinac, que l’on appelait, dit-il, Lutum dans l’Antiquité. Il propose même sa propre interprétation de l’origine du nom : l’endroit était nommé ainsi par les Romains à cause des alluvions que déposent chaque année, en hiver, les inondations de la Seine. L’explication est ingénieuse : le mot lutum désigne, en effet, la boue en latin. À regarder de plus près, pourtant, toutes ces traditions apparaissent peu fiables. Il est facile de démontrer que l’itinéraire antique détenu par l’abbaye de Saint-Wandrille n’était qu’une copie tardive, entachée d’erreurs de transcriptions et de multiples fautes d’orthographe. Et si l’on veut bien effectuer un rapide tour d’horizon des différentes transcriptions de ce document, on se rendra compte assez rapidement que les versions Lotum ou Lutum, mises en avant par les érudits normands, sont loin d’être les plus nombreuses. La plupart des manuscrits portent en effet, non pas Lotum mais Loium. Qui plus est, ces derniers sont plus proches du document antique, et plusieurs auteurs, en premier lieu le grand spécialiste qu’était Auguste Longnon au début de ce siècle, ont déjà attiré l’attention sur la correspondance pour le moins troublante qu’offre ce vocable de Loium avec celui de Logium qui désignait au VIIe siècle une abbaye de femmes, disparue et non localisée avec précision, mais située dans la région de Saint-Wandrille. Dans le parler de cette époque, Loium et Logium sont deux appellations qui, malgré leurs orthographes différentes, se prononcent exactement de la même façon. Force est de constater que le nom de Logium (prononcer Loium) désignait la localité de Caudebec avant la période normande.

### Moyen Âge et époque moderne

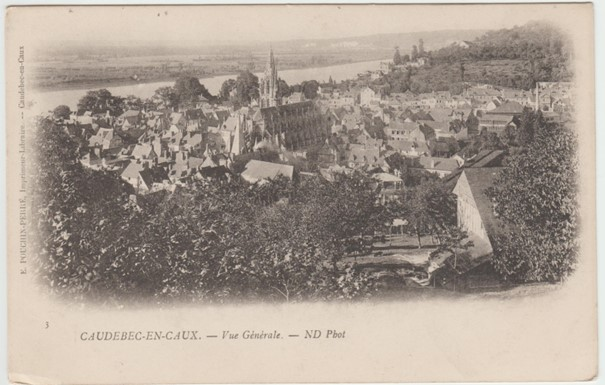
Photographie ancienne d'une vue générale de Caudebec-en-Caux.

À la suite d’une étude approfondie des textes du haut Moyen Âge, publié en 1996 dans la Revue d’histoire de l’Église de France, il semble, en effet, possible d’établir que le monastère mérovingien de Logium, longtemps situé par erreur au hameau de Caudebecquet près du pont de Brotonne, doit être recherché en réalité au cœur même de la ville actuelle de Caudebec et que l'église paroissiale Notre-Dame a toutes les chances d'avoir été primitivement l’abbatiale de ce grand monastère pour lequel la reine Bathilde, femme du roi Clovis II, fit un don important au VIIe siècle. Ce monastère devait s’étendre sur la majeure partie du bourg actuel de Caudebec. Outre l’église Notre-Dame, il comprenait une chapelle Saint-Pierre située à l’emplacement même de la place d’armes, une chapelle dédiée à saint Martin et probablement un troisième oratoire placé sous le patronage de saint Léger, à la sortie nord de la ville sur la route de Sainte-Gertrude. Abandonné lors des invasions vikings du IXe siècle, il ne fut jamais rebâti. Une partie de ses biens fut répartie entre divers chefs normands après 911 et le reste fut réuni au patrimoine de l'abbaye de Saint-Wandrille en 960.
Le port d'étape de Caudebec, l'un des deux avec celui de Quillebeuf, entre Rouen et la mer, appartenait à l'abbaye de Saint-Wandrille qui y prélevait des droits sur les navires amarrés aux quais.
Afin de soutenir le monastère de Saint-Wandrille, Louis XI confirma les privilèges de Caudebec, par ses lettres patentes en juillet 1474.
Capitale du pays de Caux, la place forte est prise par les Anglais sous Charles VI en 1419 puis par les protestants en 1562. Gabriel Ier de Montgommery, chef des huguenots de Normandie, alors qu'il a fui Rouen en barque, et se dirige vers Le Havre, doit forcer un barrage dressé en travers de la Seine à Caudebec. Henri IV y passe en 1591.

### Époque contemporaine

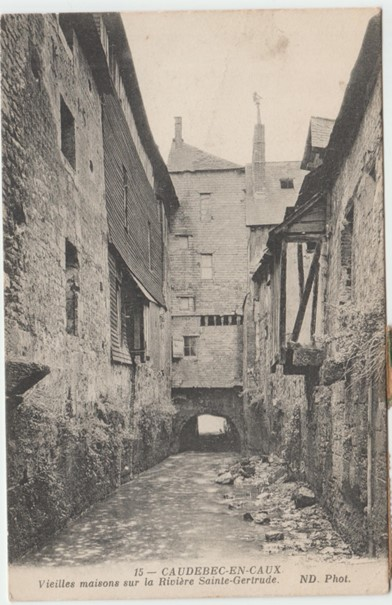
Photographie ancienne de vieilles maisons de Caudebec-en-Caux.

Lors de la période de l'entre-deux-guerres, l'usine Latham y construit des hydravions.

#### Seconde Guerre mondiale
Le 9 juin 1940, durant la bataille de France, l'arrivée imminente de l'armée allemande provoque un afflux des locaux vers l'embarcadère permettant la traversée de la Seine par le bac. Les voitures s'entassent alors dans la ville aux petites rues étroites. Les Allemands, qui veulent couler le bac, bombardent la Seine et mettent le feu à la ville les 10 et 11 juin 1940. Le bac est manqué, mais une bombe explose sur les hauteurs de Caudebec. Le feu se répand très vite jusqu'au cœur de la ville, alimenté par les files de voitures arrêtées formant un véritable cordon. L'incendie de trois jours détruit la ville à 80 %, seule l'église est épargnée.
Dès le début du mois de juillet, les Caudebecquais rentrent chez eux. Et un long travail de déblaiement et de reconstruction se met en place. Des baraquements en préfabriqués sont installés un peu partout en ville, qui permettent aux habitants de continuer à vivre à Caudebec. La reconstruction, supervisée par Otello Zavaroni, se poursuit jusqu'en 1960, soit environ 11 ans après les premières démarches.
La fusion intercommunale
En 2015, confrontées à la réduction programmée des dotations de l’État aux communes, Caudebec-en-Caux, Saint-Wandrille-Rançon et Villequier décident de s'unir afin de maintenir pendant trois ans ces dotations et de bénéficier de la bonification de 5 % de la dotation globale de fonctionnement.
La commune nouvelle, issue du regroupement de ces trois communes devenant des communes déléguées, est créée au 1er janvier 2016 par un arrêté préfectoral du 7 décembre 2015,,,,,.

## Politique et administration

### Rattachements administratifs et électoraux
La commune était historiquement le chef-lieu du canton de Caudebec-en-Caux. Dans le cadre du redécoupage cantonal de 2014 en France, elle fait désormais partie du canton de Notre-Dame-de-Gravenchon.

### Liste des maires
| Période                                  | Période            | Identité                                  | Étiquette | Qualité |
| ---------------------------------------- | ------------------ | ----------------------------------------- | --------- | --- |
| Les données manquantes sont à compléter. |                    |                                           |           | |
| février 1790                             | 1790               | Héry                                      |           | |
| 11 septembre 1791                        |                    | Jullien                                   |           | |
| 26 août 1792                             |                    | Charles-Robert Hecquet                    |           | |
| 25 pluviôse an II                        | 9 thermidor an II  | Armand Larre                              |           | |
| 19 vendémiaire an III                    | 10 prairial an III | Dallet                                    |           | |
| 3 brumaire an IV                         |                    | Marie-Michel Belligny                     |           | |
| 26 brumaire an IV                        |                    | Conard                                    |           | |
| 30 messidor an IV                        |                    | Dulac                                     |           | |
| An V                                     | An VI              | Michel Ebran                              |           | |
| 12 prairial an VI                        |                    | François Augustin Foloppe                 |           | |
| 23 floréal an VIII                       | 15 juin 1808       | Pierre Adrien Julien                      |           | |
| juin 1808                                | mai 1809           | Charles Augustin Foloppe                  |           | |
| octobre 1809                             | février 1826       | Jacques Romain Levacher                   |           | |
| avril 1830                               | septembre 1830     | Robert Nicolas Le Febure                  |           | |
| septembre 1830                           | juillet 1843       | Julien Lechaptois                         |           | |
| juillet 1843                             | aout 1846          | Eugène Desbois                            |           | |
| aout 1846                                | mars 1848          | Bouillon                                  |           | |
| mars 1848                                | aout 1848          | Pierre Eugène Mutel                       |           | |
| aout 1848                                | septembre 1853     | Nicolas Yver                              |           | |
| janvier 1854                             | mai 1869           | Michel Renault                            |           | Propriétaire |
| mai 1869                                 | février 1874       | Henry Eugène Bailleul                     |           | |
| novembre 1874                            | février 1878       | Louis François Leroy                      |           | |
| février 1878                             | mai 1892           | Henri Eugène Bailleul                     |           | |
| juin 1892                                | mai 1904           | Eustache Busquet de Chandoisel de Caumont |           | |
| mai 1904                                 | décembre 1919      | Victor Aristide Cauchois                  |           | Conseiller général (1901 → 1907 et 1913 → 1919) |
| décembre 1919                            | novembre 1931      | Charles Leroux                            |           | |
| novembre 1931                            | juillet 1935       | Georges Rondel                            |           | |
| juillet 1935                             | octobre 1973       | Maurice Collet                            | Rad.      | Industriel Conseiller général (1937 → 1940, 1945 → 1958 et 1964 → 1970) |
| octobre 1973                             | mars 1977          | Pierre Le Fevre                           | DVD       | |
| mars 1977                                | mars 1983          | Maurice Lepetit                           | PCF       | |
| mars 1983                                | mars 2008          | Alain Goupy                               | UDF       | |
| mars 2008                                | 31 décembre 2015   | Bastien Coriton                           | DVG       | Conseiller départemental (2015 → ) Vice-président de la CC Caux vallée de Seine (2014 → ) Réélu pour le mandat 2014-2020, Devient maire délégué de Caudebec-en-Caux le 1er janvier 2016 |

## Démographie

### Évolution démographique
L'évolution du nombre d'habitants est connue à travers les recensements de la population effectués dans la commune depuis 1793. À partir du 1er janvier 2009, les populations légales des communes sont publiées annuellement dans le cadre d'un recensement qui repose désormais sur une collecte d'information annuelle, concernant successivement tous les territoires communaux au cours d'une période de cinq ans. 
Pour les communes de moins de 10 000 habitants, une enquête de recensement portant sur toute la population est réalisée tous les cinq ans, les populations légales des années intermédiaires étant quant à elles estimées par interpolation ou extrapolation. Pour la commune, le premier recensement exhaustif entrant dans le cadre du nouveau dispositif a été réalisé en 2005,.
En 2013, la commune comptait 2 231 habitants, en évolution de −3,42 % par rapport à 2008 (Seine-Maritime : +0,48 %, France hors Mayotte : +2,49 %).
| 1793  | 1800  | 1806  | 1821  | 1831  | 1836  | 1841  | 1846  | 1851  |
| ----- | ----- | ----- | ----- | ----- | ----- | ----- | ----- | ----- |
| 2 996 | 2 765 | 2 597 | 2 684 | 2 832 | 2 713 | 2 616 | 2 450 | 2 564 |

| 1856  | 1861  | 1866  | 1872  | 1876  | 1881  | 1886  | 1891  | 1896  |
| ----- | ----- | ----- | ----- | ----- | ----- | ----- | ----- | ----- |
| 2 257 | 2 164 | 2 181 | 1 983 | 2 049 | 2 219 | 2 313 | 2 336 | 2 460 |

| 1901  | 1906  | 1911  | 1921  | 1926  | 1931  | 1936  | 1946  | 1954  |
| ----- | ----- | ----- | ----- | ----- | ----- | ----- | ----- | ----- |
| 2 416 | 2 180 | 2 176 | 2 103 | 2 062 | 2 166 | 2 229 | 1 680 | 2 115 |

| 1962  | 1968  | 1975  | 1982  | 1990  | 1999  | 2005  | 2010  | 2013  |
| ----- | ----- | ----- | ----- | ----- | ----- | ----- | ----- | ----- |
| 2 775 | 2 843 | 2 729 | 2 477 | 2 265 | 2 342 | 2 331 | 2 279 | 2 231 |

### Pyramide des âges
La population de la commune est relativement âgée. Le taux de personnes d'un âge supérieur à 60 ans (29,8 %) est en effet supérieur au taux national (21,6 %) et au taux départemental (20,7 %).
À l'instar des répartitions nationale et départementale, la population féminine de la commune est supérieure à la population masculine. Le taux (53,1 %) est supérieur au taux national (51,6 %). Il est intéressant de souligner la maison de retraite Maurice Collet, qui, avec 157 résidents âgés, modifie profondément la pyramide des âges au prorata de l’importance globale de la population.
La répartition de la population de la commune par tranches d'âge est, en 2007, la suivante :
- 46,9 % d’hommes (0 à 14 ans = 17,5 %, 15 à 29 ans = 20,2 %, 30 à 44 ans = 20,7 %, 45 à 59 ans = 19,3 %, plus de 60 ans = 22,3 %) ;
- 53,1 % de femmes (0 à 14 ans = 13,7 %, 15 à 29 ans = 18,4 %, 30 à 44 ans = 16,7 %, 45 à 59 ans = 14,9 %, plus de 60 ans = 36,3 %).

| Hommes | Classe d’âge | Femmes |
| ------ | ------------ | ------ |
| 0,7    | 90 ans ou +  | 4,4    |
| 8,8    | 75 à 89 ans  | 16,8   |
| 12,8   | 60 à 74 ans  | 15,1   |
| 19,3   | 45 à 59 ans  | 14,9   |
| 20,7   | 30 à 44 ans  | 16,7   |
| 20,2   | 15 à 29 ans  | 18,4   |
| 17,5   | 0 à 14 ans   | 13,7   |

| Hommes | Classe d’âge | Femmes |
| ------ | ------------ | ------ |
| 0,3    | 90 ans ou +  | 1,1    |
| 5,6    | 75 à 89 ans  | 9,1    |
| 12,0   | 60 à 74 ans  | 13,2   |
| 20,9   | 45 à 59 ans  | 20,2   |
| 20,5   | 30 à 44 ans  | 19,5   |
| 20,9   | 15 à 29 ans  | 19,2   |
| 19,9   | 0 à 14 ans   | 17,8   |

## Économie
- Tourisme.
- Construction aéronautique (Revima).

## Culture locale et patrimoine

### Lieux et monuments

#### Moyen Âge et Renaissance

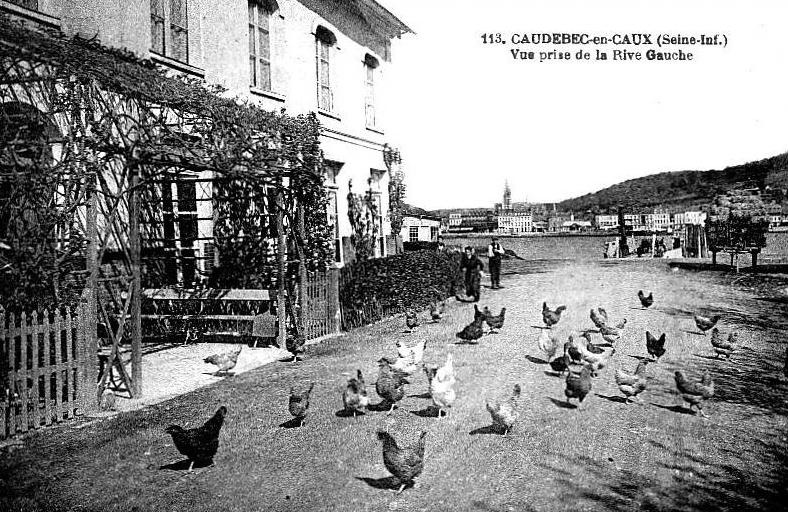
Vue de la ville depuis la rive gauche de la Seine vers 1920.

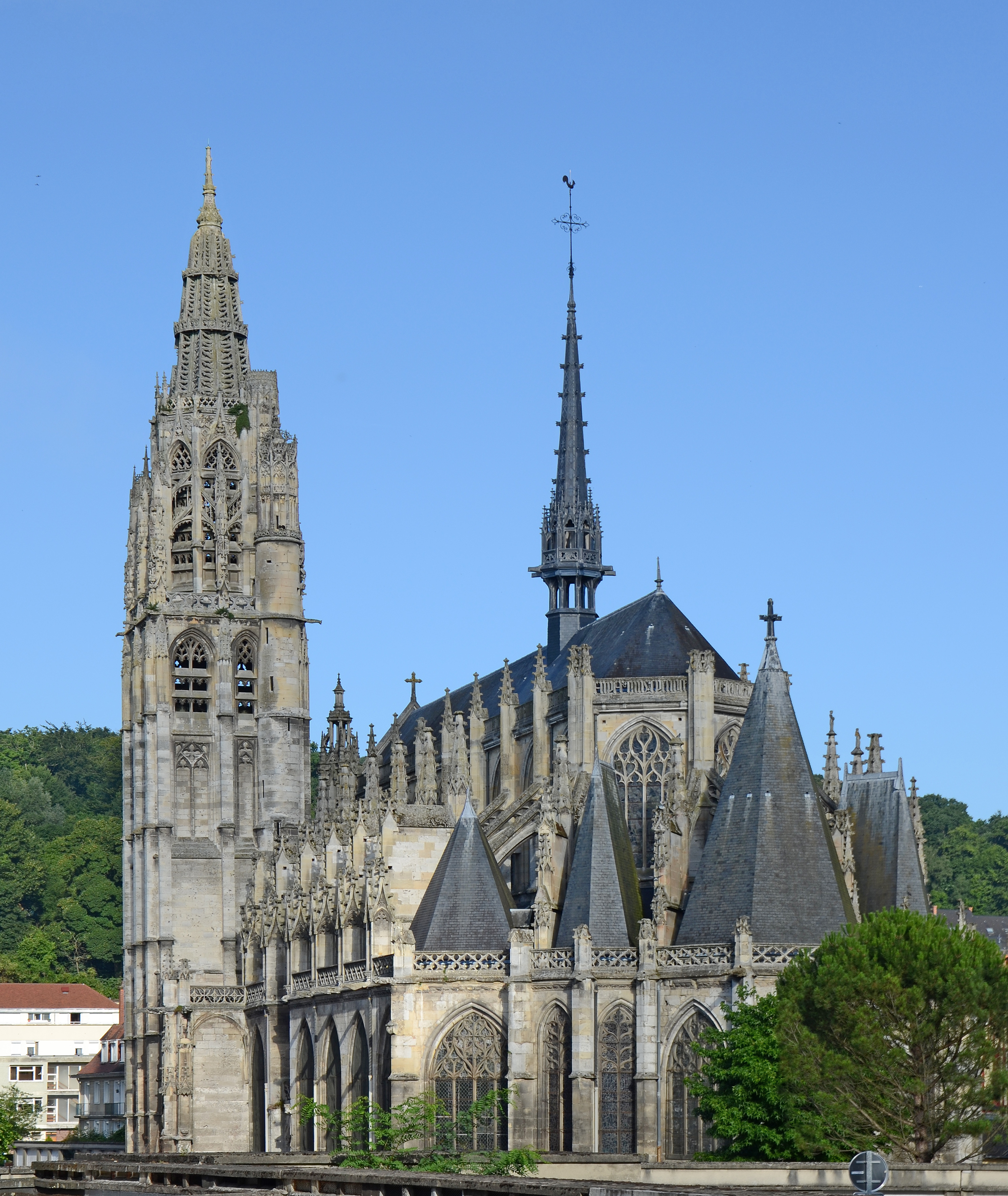
Église Notre-Dame de Caudebec.

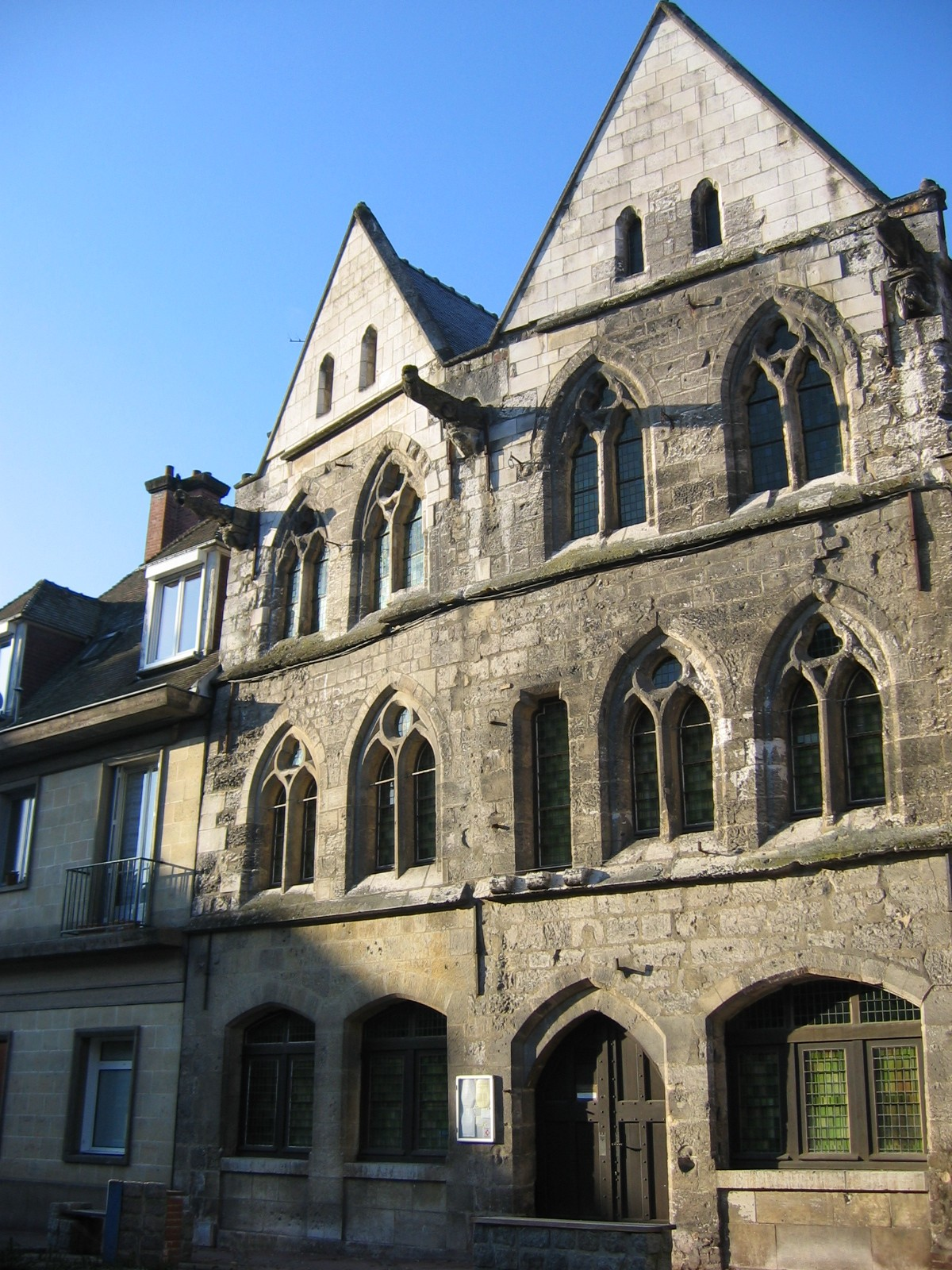
La Maison des Templiers,.

- Église Notre-Dame : XVe et XVIe siècles. Le roi Henri IV aurait dit qu'elle était l'une des plus belles églises de France « C'est la plus belle chapelle de mon royaume ». Classée MH depuis 1840[30].
- Tours d'Harfleur et des Fascines (fortifications médiévales). Fortifications élevées à partir de 1378, ces deux tours en sont les deux principaux vestiges. Elles sont représentatives d'une fortification urbaine prenant en compte la généralisation de l'artillerie à feu. 
Inscription sur l'Inventaire supplémentaire des monuments historiques le 28 février 1996.[31].
- Maison dite « des Templiers » XIIe et XIIIe siècles, peut-être parce qu'elle a servi de temple protestant au moment de la Réforme. Elle a échappé à la destruction totale en 1940, probablement grâce à sa structure en pierre, puis restaurée par une association. C'est l'une des rares maisons normandes d'époque médiévale aussi ancienne. Elle abrite un petit musée d'histoire et d'archéologie locale (musée Biochet-Bréchot) qui raconte, entre autres, l'histoire de l'expédition du Latham 47 de René Guilbaud disparu en mer de Barents avec Roald Amundsen et qui présente également une épée viking draguée en Seine et une collection de plaques de cheminée. Elle accueille depuis 2020 un marché d'artisanat local. Classée MH depuis 1899[32].
- Ancienne prison du XIVe siècle.
Inscription sur l'Inventaire supplémentaire des monuments historiques le 16 octobre 1934.[33].
- Monastère de Loge.

### Autres

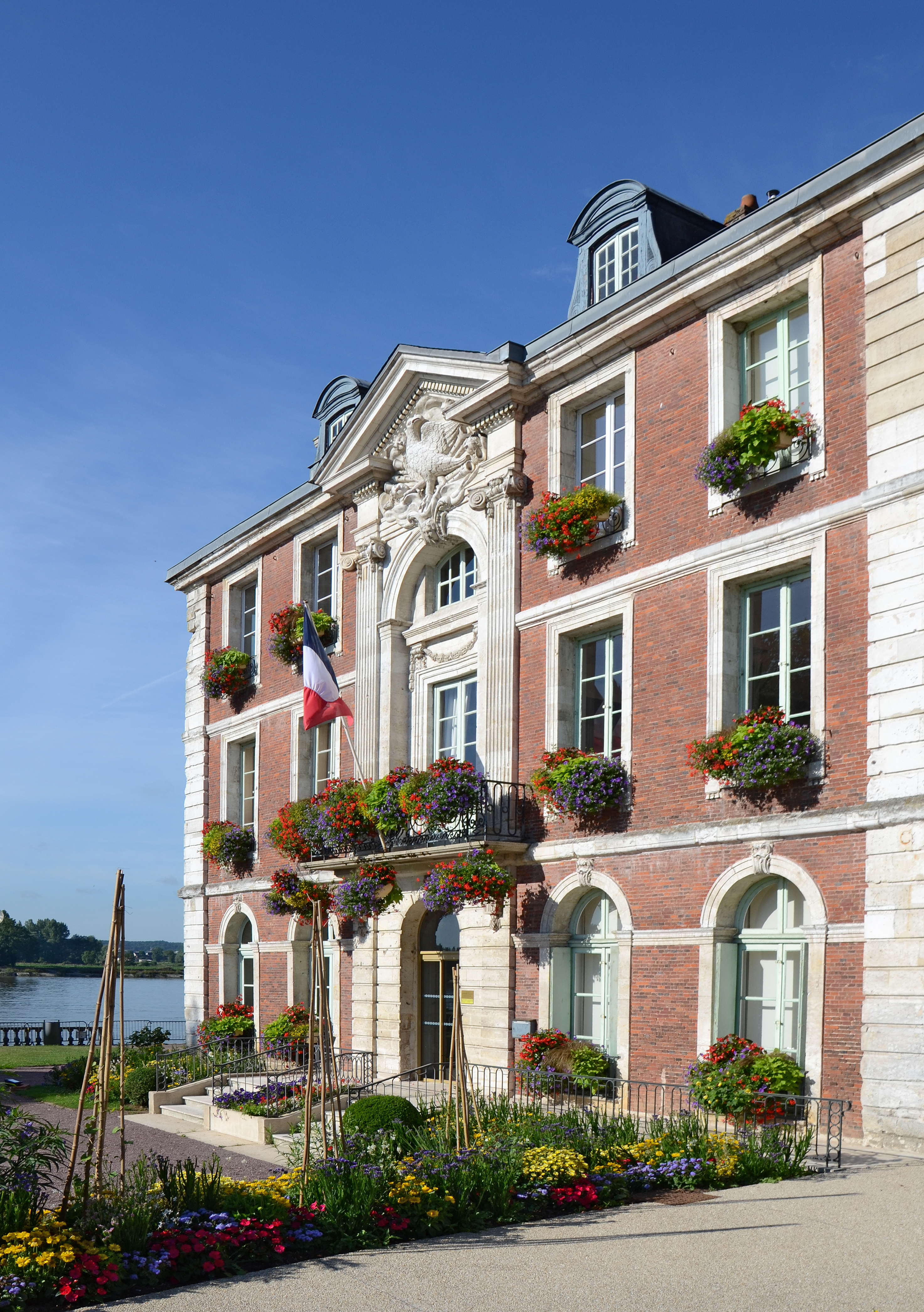
L'hôtel de ville, ancien château de Caumont.

- Hôtel du Bailli. Cette grande bâtisse, en brique, de plan rectangulaire et toiture à croupe, possède deux façades identiques de neuf travées à percements réguliers. La pierre calcaire est utilisée pour encadrer les baies rectangulaires sous arc déprimé, pour les claveaux sculptés et les soubassements, et pour souligner les différents niveaux. Les trois travées centrales constituent le corps principal, accosté de pilastres en brique et surmonté d'un fronton percé d'un oculus[34]. 
Inscription sur l'Inventaire supplémentaire des monuments historiques le 28 février 1996.[35]
- Château de Caumont (actuel hôtel de ville), fin XVIIIe début du XIXe siècle. Appartenant aux Busquet de Caumont, puis jusqu'en 1921 à la famille Chandoisel, et ensuite aux consorts de Carrière de Béarn, avant de devenir propriété de la Société immobilière et commerciale du château de Caudebec-en-Caux qui l'exploite comme hôtel. Rachetée en 1936 par la société des Émissions de Radio Normandie, elle devient studio d'enregistrement avant d'être réquisitionnée en 1941 par la municipalité qui l'érige en mairie. En raison de l'échec des transactions engagés, la Radio y reprend ses droits en 1946, mais la commune l'achète enfin en 1953. La brique prédomine dans ce bâtiment à deux étages carrés surmontés d'un comble et d'une toiture à croupe, mais la pierre calcaire est omniprésente : soubassements, chaînes d'angle à bossage, encadrement des baies, corniches soulignant les niveaux et travée centrale. La façade s'ordonne suivant cinq travées régulières. La travée centrale est accostée de deux pilastres cannelés ornés d'un modillon à volute, sa partie supérieure s'ouvrant sur la haute baie en plein cintre à claveau sculpté de feuillages et d'une tête de chérubin, surmontée d'un fronton mouluré et brisé portant un aigle de profil et des instruments de musiques (trompettes, flûtes et hautbois) sur un fond de nuages. Les baies du rez-de-chaussée disposée disposent d'une imposte moulurée, sous un arc en plein cintre à claveau passant sculpté en voute[34] 
Inscription sur l'Inventaire supplémentaire des monuments historiques le 28 février 1996.[36]
- Quais

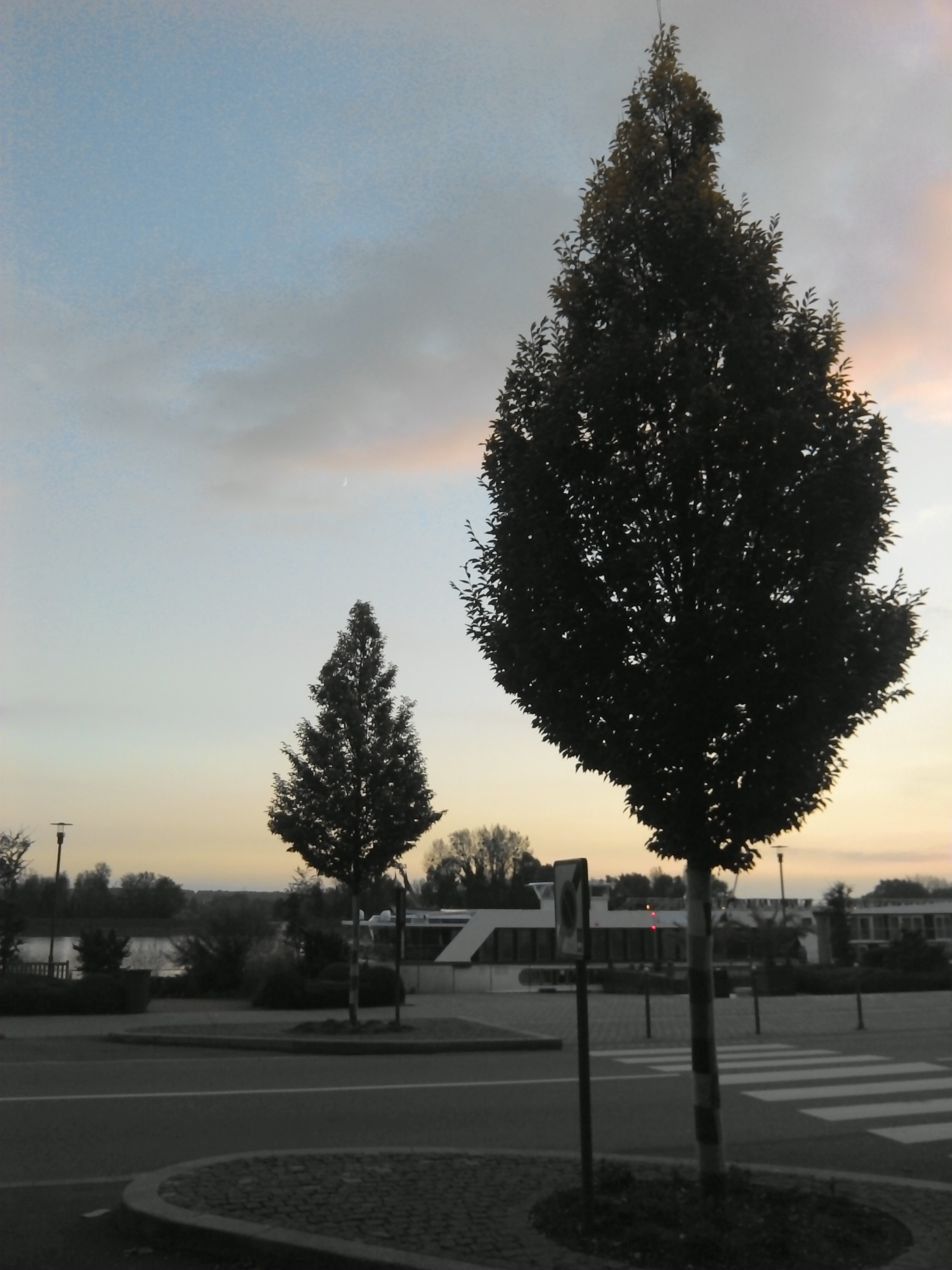
Quais de Caudebec au soir

- MuséoSeine, sur l'histoire de la navigation fluviale
- « Les Capucins », ancien monastère de l'ordre des capucins - Propriété privée - XVIIe siècle : En 1630, Louis XIII concède aux capucins une « carrière délaissée pleine de vidange où il ne croissait rien », hors de la ville au pied du mont Calidu. Les moines capucins y ont lutté contre les épidémies de peste qui ont sévi durant le XVIIe siècle. La chapelle Saint-Louis, fondée par le duc de Longueville, est consacrée en 1668 par l'évêque de Finibor (Irlande). Le couvent est désaffecté à la Révolution mais les bâtiments sont conservés. Lamy, propriétaire dans la première moitié du XIXe siècle, y reconstitue une cellule de capucin avec tout son mobilier. La chapelle est détruite en 1861, le cloître signalé en partie détruit en 1881. Les bâtiments sont transformés en château de style néo-Renaissance.
- Maisons à colombages, 12, 12bis et 14 Grande-Rue 
Inscription sur l'Inventaire supplémentaire des monuments historiques le 9 décembre 1940.[37].
- Hospice Saint-Julien (maison de retraite Maurice-Collet), façades et toitures du bâtiment de 1725 et du bâtiment dit Henry IV, escalier et pièce lambrissée de ce dernier, et la chapelle
Inscription sur l'Inventaire supplémentaire des monuments historiques le 16 juillet 1996.[38].
- Ancien couvent des Augustines, le couvent des Augustines était installé à Caudebec dès le XVIe siècle. Il a été bombardé et incendié en 1940. Lors de la reconstruction de la ville vers 1950, les vestiges ont été abattus et seule la porte Sud de la grande chapelle a été conservée et remontée en façade du presbytère, rue Jean-Léon-Leprévost. La porte du XVIIe siècle se présente comme une baie sous arc en plein-cintre, épaulée par deux pilastres et surmontée d'une niche occupée par une statue de la Vierge à l'Enfant. 
Inscription sur l'Inventaire supplémentaire des monuments historiques le 24 novembre 1941.[39].
- Maison du XVIIIe siècle, située 16 rue de la République. 
Inscription sur l'Inventaire supplémentaire des monuments historiques le 10 avril 1996.[40]
- Maisons situées au 5, 7 et 9 route du Havre. 
Inscription sur l'Inventaire supplémentaire des monuments historiques le 1960.[41],[42],[43].
- Collège Victor-Hugo.
- Monument aux morts dû à Maurice Ringot (1920).

### À l'extérieur de la ville
- Château d'Ételan, château du XVe siècle de styles gothique flamboyant et Renaissance, situé à Saint-Maurice-d'Ételan.
- Pont de Brotonne (1977).
- Monument du Latham 47 (1931), Robert Delandre statuaire.
- Abbaye Saint-Wandrille de Fontenelle.
- Musée Victor-Hugo, à Villequier, ancienne maison Vacquerie, lieu de la noyade de Léopoldine Hugo.

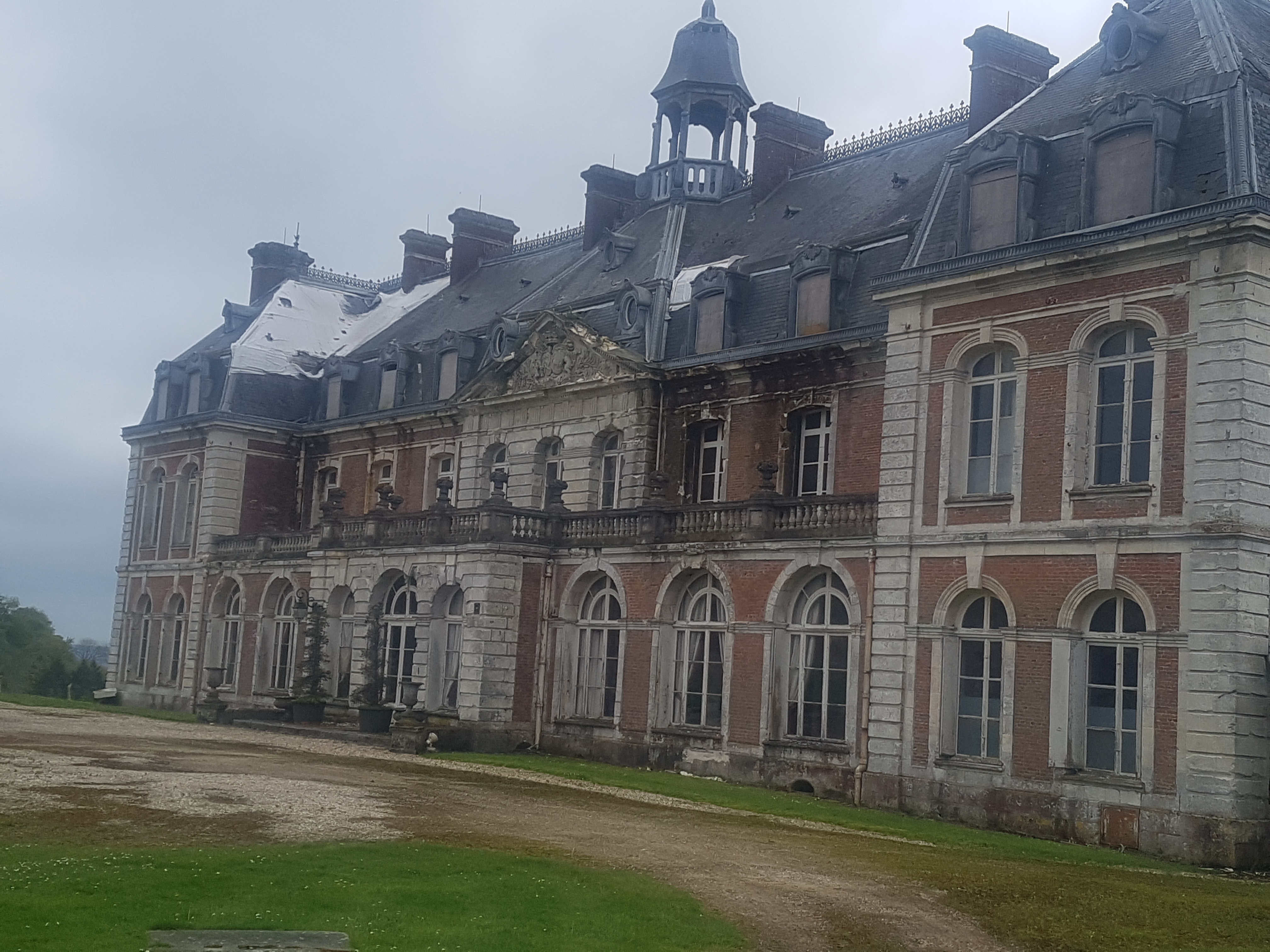
Château de Villequier

- Château de Villequier, XVIIe siècle. Château de Villequier

### Représentations artistiques

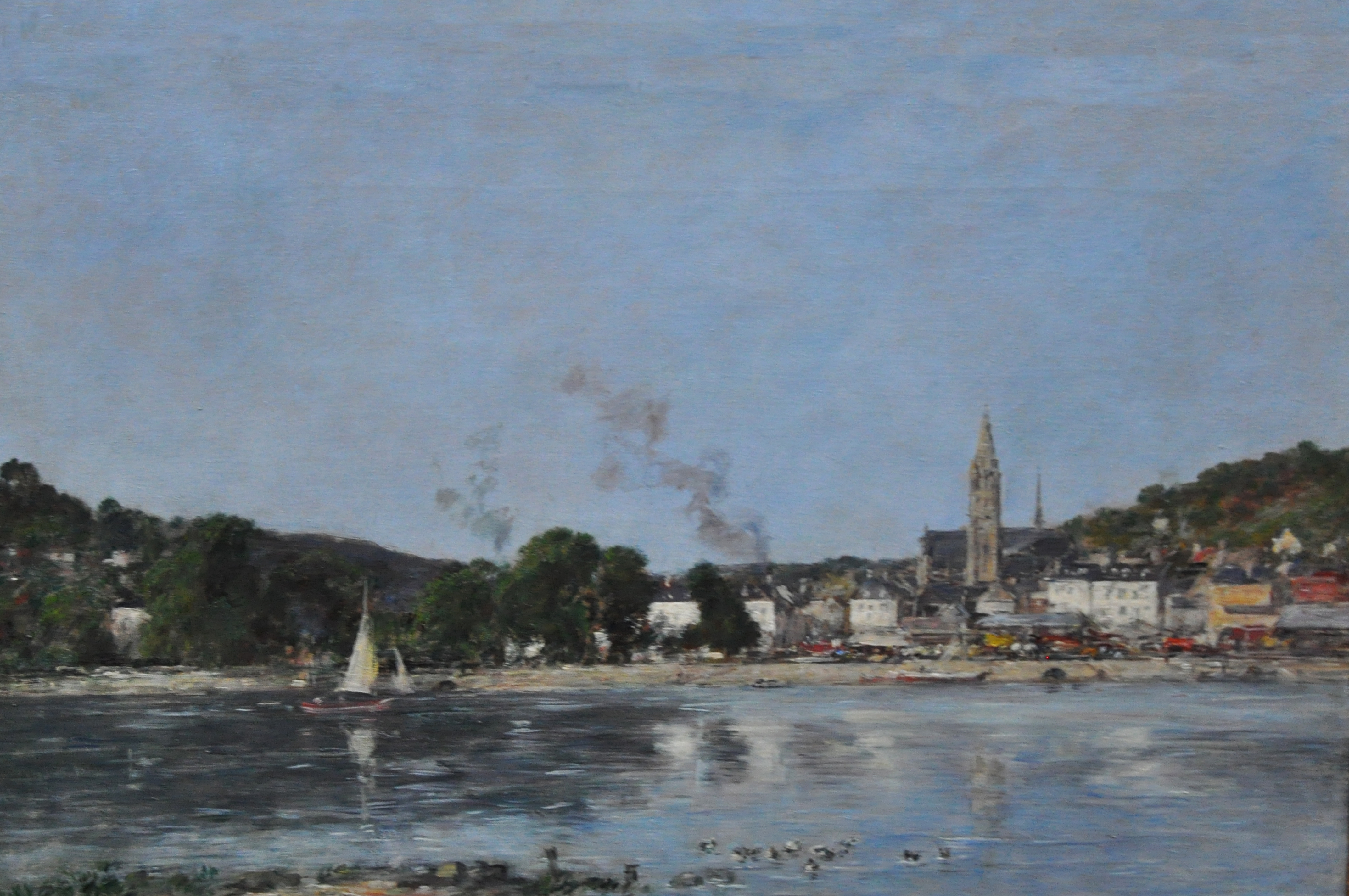
Vue de Caudebec-en-Caux
Eugène Boudin, 1889
Musée d'art moderne André-Malraux, Le Havre

### Dans la peinture
La ville a été peinte par Eugène Boudin dans son tableau La Seine, Caudebec en Caux en 1889 (musée d'art moderne André-Malraux, Le Havre).

### Dans la publicité
Caudebec-en-Caux, le marché du dimanche par Pierre Matossy est une affiche des Chemins de fer de l'État réalisée en 1930-1931. Elle est reproduite (no 78) dans le livre de Pierre Belvès Cent ans d'affiches de chemins de fer, Éditions La vie du rail, 1980.

### Dans la littérature
Victor Hugo décrit Caudebec-en-Caux comme une simple « dentelle de pierre ».

### Au cinéma
Le film Willy 1er se déroule dans la ville et ses alentours.

### Personnalités liées à la commune

#### Natifs de Caudebec-en-Caux
- Thomas Basin (Utrecht, 1412 - 1491), chroniqueur et évêque de Lisieux.
- Adrien Sacquespée (1629 - après 1688), peintre et poète ; tableaux conservés au musée de Rouen.
- Charles-Robert Hecquet (Caudebec-en-Caux, 1750 - Paris, 30 novembre 1796), homme politique.
- Camille Ladvocat (1791 - Paris, 1854), libraire - éditeur.
- Jean-Léon Le Prevost (1803-1874), religieux.
- Émile Bréchot (1886-1971), peintre.
- Joseph Decaëns (1926-2016), archéologue.
- Henry Decaëns (1942-), historien spécialiste de la Normandie.
- Jean-Luc Buisine (1961-), footballeur français.
- Raymond Narac (1964-), pilote automobile.

#### Habitants de la commune
- Gustave Valmont (1881-1914), poète, il est l'un des 560 écrivains morts pour la France au Panthéon. Auteur d'une Esquisse de l'histoire de Caudebec-en-Caux et de sa région ,

### Héraldique
| Armes de Caudebec-en-Caux (Seine-Maritime) | ancien blasonnement : D'azur, aux trois éperlans argent. blasonnement actuel : D'azur aux trois saumons d'argent nageant l'un sur l'autre. |